# Hjerne i et kar-hypotesen
 Der er for få eller ingen kildehenvisninger i denne artikel, hvilket er et problem. Du kan hjælpe ved at angive troværdige kilder til de påstande, som fremføres i artiklen.

Hjerne i et kar-hypotesen er et filosofisk tankeeksperiment, som giver adgang til en meget diskuteret erkendelsesteoretisk problemstilling. Der er tale om et specialtilfælde eller en moderne formulering af den kartesianske skepticisme.

## Tankeeksperimentet
Man skal med tankeeksperimentet forestille sig, at man ikke har nogen krop, men at ens hjerne er tilsluttet en computer og ligger i en særlig væske i et kar. Man kan eventuelt også forestille sig, at alle andre mennesker ligger som andre hjerner i separate kar. Ideen er, at man skal indse muligheden for, at alle individuelle oplevelser i stedet for at bunde i noget virkeligt, er resultatet af en »gal videnskabsmand«, der manipulerer os igennem et apparat til simulation af en mere eller mindre fiktiv virkelighed.
Der er blevet bemærket, at selvom dette scenarie ikke er særligt sandsynligt, så skulle den erkendelsesteroretiske pointe alligevel være, at scenariet aldrig fuldstændigt ville kunne udelukkes.
Selvom (så vidt vides) ingen filosoffer nogensinde har påstået, at scenariet skulle have noget på sig, så er de fleste alligevel enige om, at tankeeksperimentet viser noget om menneskets epistemiske situation – og derfor er et godt udgangspunkt for diskussion.

### Mulig kritik
Et argument imod dette tankeeksperiment kunne være, at det alt andet lige medfører muligheden for en solipsisme. Dette er fordi man rent faktisk ikke ved, om andre mennesker selv er hjerner i andre kar, eller bare er simuleringer skabt af den gale videnskabsmand. Imidlertid er sproget jeg argumenterer i, når jeg fx diskuterer dette tankeeksperiment, noget fælles, som jeg bruger og har lært af bruge sammen med og i samspil med andre. På denne måde betvivles det fra visse sider, om problemstillingen overhovedet kan rejses, eller om der i virkeligheden er tale om et pseudoproblem uden mening.
I alle tilfælde virker det som om, at den gale videnskabsmand i det mindste ikke ville kunne overbevise os om falske sætninger indenfor objektive discipliner som matematik og logik. Derudover skal den gale videnskabsmand vel også have et univers med rum og tid at leve i og en krop af en art, hvilket vi også ved ligegyldig hvad. Dermed er der en principiel grænse for, hvad vi kan bildes ind indenfor dette tankeeksperiment (selvom det måske ikke udgør meget).

## Hypotesen i populærkulturen
En dramatisering af dette tankeeksperiment kan findes i filmtrilogien The Matrix (I-III). Filmen strejfer dog slet ikke solipcismetankegangen: Der findes i filmen kun én fælles simuleret verden (Matrix'en), og selvom der også findes computerstyrede menneskelignende simulationer her, så er langt de fleste simulerede menneskekroppe forbundet til rigtige mennesker i rigtige kar ude i den virkelige verden. Forskellen på filmen og tankeeksperimentet er også, at der i filmen præserveres hele kroppe, således at hovedpersonen Neo faktisk er i stand til at slippe væk fra sit kar.

## I litteraturen
Som kuriositet kan nævnes den danske forfatter Johannes V. Jensen, der i sin bog Kongens Fald beskriver en gal videnskabsmand (eller snarere alkymist) Zacharias, som har "opdyrket" et alter ego, kaldet Carolus, ved at fjerne hovedskallen, så han i alt væsentligt er et hoved uden krop, opfostret i en glasklokke.
En nyere variant af temaet findes i Hjernehallen af den nu afdøde danske science fiction forfatter Johan Springborg. 
Af udenlandske nyere eksempler må Bruce Sterlings noveller i Shaper/Mechanist-universet nævnes. Desuden fortælles P.C. Jersilds roman En levende Sjæl fra 1980 fra synsvinklen af en hjerne i et akvarium.